# Intolerance

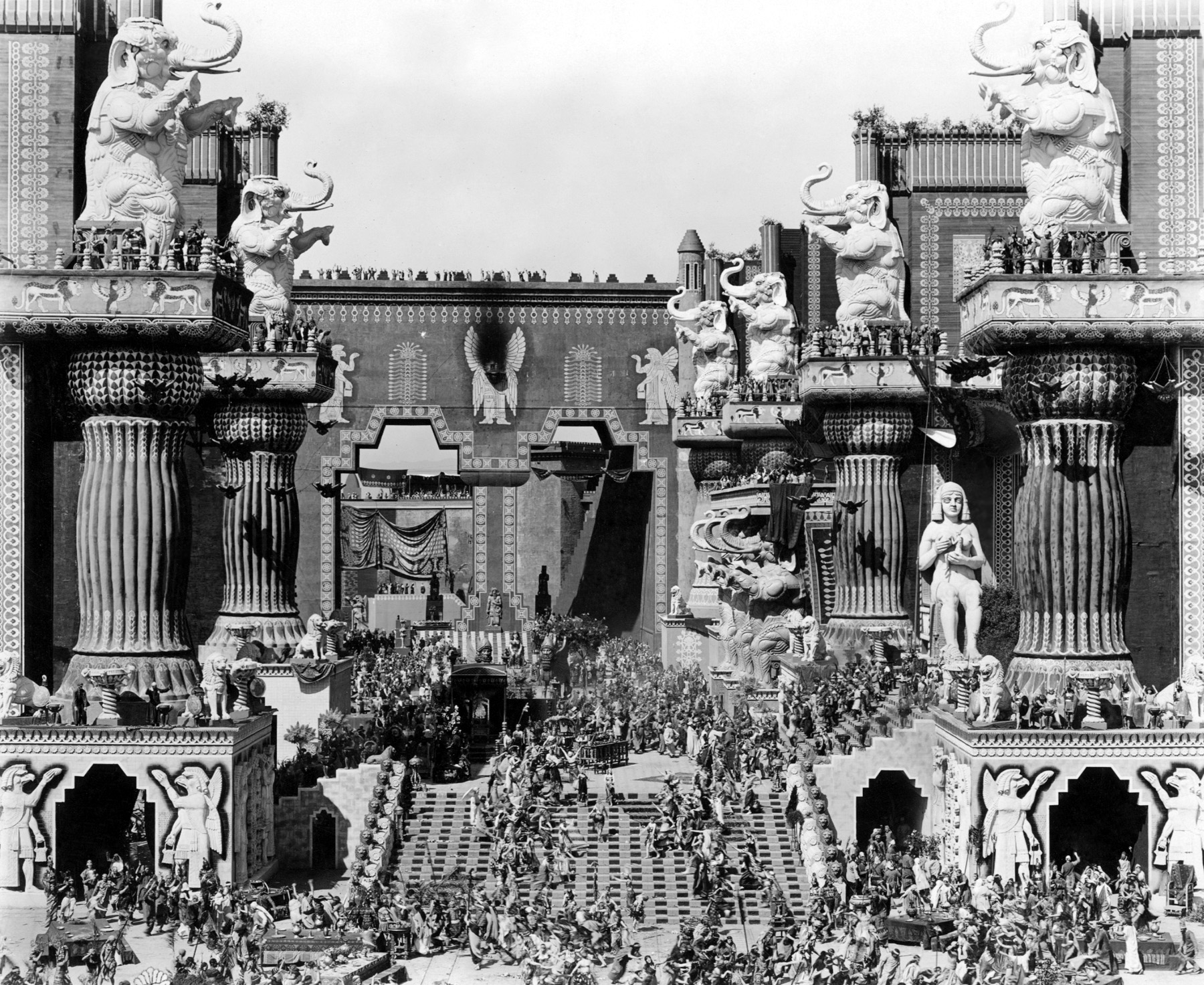
Stillbild från filmen

Intolerance: Love's Struggle Through the Ages är en episk stumfilm från 1916 i regi av D.W. Griffith. Den räknas som en av stumfilmens främsta mästerverk, och rollistan upptar 133 namn. Handlingen sträcker sig över 2 500 år och är förlagd till Babyloniska riket 539 f.Kr., Judéen omkring år 27, Frankrike anno 1572 respektive det moderna Amerika 1914.

## Handling
Historien om en fattig ung kvinna, som på grund av fördomar skiljs från sin make och barn, vävs samman med berättelser om intolerans genom världshistorien.

## Om filmen
D.W. Griffith la alla möjliga resurser han hade på produktionen vilket gjorde att filmen blev mycket påkostad, men försäljningsmässigt blev det en ekonomisk flopp som inte alls fick lika stor publik som hans tidigare film, Nationens födelse. Filmen klipptes senare om och blev uppdelad i två separata filmer som filmbolaget hoppades på skulle täcka upp kostnaderna men det förändrade inte situationen märkbart.

## Rollista i urval
- Lillian Gish - The Eternal Motherhood

Den amerikanska "moderna" berättelsen
- Mae Marsh - The Dear One
- Robert Harron - The Boy, a worker at Jenkins Mill
- Fred Turner - The Dear One's father, a worker at the Jenkins Mill
- Miriam Cooper - The Friendless One, former neighbor of the Boy and Dear One
- Walter Long - Musketeer of the Slums
- Tom Wilson - The Kindly Officer/Heart
- Vera Lewis - Miss Mary T. Jenkins
- Sam De Grasse - Mr. Arthur Jenkins, mill boss
- Lloyd Ingraham - The Judge
- Ralph Lewis - The Governor
- A. W. McClure - Prison Father Fathley
- Max Davidson - tenement neighbor of Dear One

Den "franska" renässansberättelsen (1572)
- Margery Wilson - Brown Eyes
- Eugene Pallette - Prosper Latour
- Spottiswoode Aitken - Brown Eyes' father
- Ruth Handforth - Brown Eyes' mother
- Allan Sears - The Mercenary Soldier
- Josephine Crowell - Catherine de Medici, the Queen-mother
- Frank Bennett - Charles IX of France
- Maxfield Stanley - Prince Henry of France
- Joseph Henabery - Admiral Coligny
- Constance Talmadge - Princess Marguerite of Valois (första rollen i filmen)
- W. E. Lawrence - Henry of Navarre

Den forntida "Babyloniska" berättelsen
- Constance Talmadge - The Mountain Girl (andra rollen i filmen)
- Elmer Clifton - The Rhapsode, a warrior-singer
- Alfred Paget - Prince Belshazzar
- Seena Owen - The Princess Beloved, favorite of Belshazzar
- Tully Marshall - High Priest of Bel-Marduk
- George Siegmann - Cyrus the Great
- Carl Stockdale - King Nabonidus, father of Belshazzar
- Elmo Lincoln - The Mighty Man of Valor, guard to Belshazzar
- Frank Brownlee - The Mountain Girl's brother

Den Bibliska Judéen berättelsen
- Howard Gaye - The Nazarene
- Lillian Langdon - Mary, the Mother
- Bessie Love - The Bride
- George Walsh - The Bridegroom

Cameoroller/små roller

- Frank Borzage
- Tod Browning
- Donald Crisp
- Douglas Fairbanks (drucken soldat med apa)
- Mildred Harris
- Harold Lockwood
- Owen Moore
- Wallace Reid
- Erich von Stroheim
- Natalie Talmadge
- Herbert Beerbohm Tree
- King Vidor